# The Seraphic Clockwork
The Seraphic Clocwork es el sexto álbum de estudio del grupo alemán de rock progresivo metálico Vanden Plas. Salió a la venta el 4 de julio de 2010 con buenas críticas de periodistas y páginas especializadas en rock progresivo. Es, al igual que el anterior disco de la banda Crist-O, un trabajo conceptual, si bien el bonus track no entra en la historia relatada. 

## Argumento
Este trabajo habla de un hombre que tiene que viajar al pasado para cumplir una misión dada por dios para evitar el sufrimiento de todos en su tiempo.

## Canciones
1. Frequency
2. Holes in the sky
3. Scar of an angel
4. Sound of blood
5. The final murder
6. Quicksilver
7. Rush of silence
8. On my way to Jerusalem

(Bonus track) Eleyson

## Críticas
El disco tuvo una gran aceptación en la prensa especializada, así como en algunos lugares de rock de la corriente tradicional (no progresiva), llegando a ocupar antes del final del mes el número 74 de las listas alemanas y el número uno de descargas en la versión alemana de Amazon según aparece en la página oficial de la banda. 
En diversas páginas web también hacen mención al disco como excelente y muy recomendable